# Petita Casa de la Divina Providència
La Petita Casa de la Divina Providència o Piccola Casa della Divina Provvidenza és un asil fundat a Torí (Itàlia) per Josep Benet Cottolengo el 1828. Fou el primer asil conegut amb el nom de Cottolengo, model de tots els altres. Aquest asil de Torí el 2013 té 203 llits, hi treballen 600 religioses i 1.200 voluntaris i ofereix assistència a persones amb discapacitat física i mental, els ancians, malalts en general, als nens orfes, drogoaddictes, pobres i immigrants sense llar. El 1980 va rebre la visita del papa Joan Pau II.
Té quinze sucursals a Índia, Kenya, Equador, Estats Units (Florida) i Suïssa. De manera paral·lela però sense relació directe, seguint el model d'aquest asil i adoptant el nom del seu fundador se n'han fet desenes per tot el món, com el Cottolengo del Pare Alegre de Barcelona.

## Història
El 1827 li van demanar a Josep Benet Cottolengo que donés els últims sagraments a una dona que s'havia posat malalta a Torí, durant el viatge cap a casa seva, a França. La dona, embarassada, no havia trobat lloc a l'asil públic ni a l'hospital, i va acabar amb els indigents. Després d'aquest fet el sacerdot pregà llargament i decidí llogar una casa per ajudar a pobres, desemparats i desprotegits. Superà l'oposició dels seus amics i comprà un terreny a la perifèria de Torí, on inicià la construcció d'una casa més àmplia. A la casa recollia abandonats, deficients mentals i bojos. La casa s'ha mantingut fins avui sense fons, només amb donacions.